# Łazy (powiat krakowski)
Łazy – wieś w Polsce położona w województwie małopolskim, w powiecie krakowskim, w gminie Jerzmanowice-Przeginia. W latach 1975–1998 miejscowość należała administracyjnie do województwa krakowskiego.
Wieś powstała w połowie XV wieku. W dawnym budynku dworskim znajduje się obecnie schronisko PTSM; obok pomnik upamiętniający 4 mieszkańców zamordowanych przez Niemców w czasie pacyfikacji wsi w dniu 16 lipca 1943 roku.

## Części wsi
| SIMC    | Nazwa       | Rodzaj    |
| ------- | ----------- | --------- |
| 0321187 | Gierot      | część wsi |
| 0321193 | Kopaniny    | część wsi |
| 0321201 | Łazy-Jawor  | część wsi |
| 0321218 | Międzygórze | część wsi |
| 0321224 | Podzapusty  | część wsi |
| 0321230 | Przeczówki  | część wsi |

## Turystyka
Miejscowość położona jest w atrakcyjnym turystycznie miejscu na Jurze Krakowsko-Częstochowskiej w jej części zwanej Wyżyną Olkuską, pomiędzy Doliną Będkowską a Doliną Szklarki. Cały teren wsi wchodzi w skład Parku Krajobrazowego Dolinki Krakowskie obejmującego doliny i wąwozy z licznymi skałami wapiennymi, jaskiniami, źródłami krasowymi i zabytkami kultury materialnej. Łazy są dobrym punktem wypadowym do zwiedzania Ojcowskiego Parku Narodowego oraz Dolinek Krakowskich, nie tylko Będkowskiej i Szklarki, w sąsiedztwie których się znajdują, ale również dalszych, jak Racławki czy Kobylańskiej. Umożliwia to sieć szlaków turystyki pieszej i rowerowej. W bezpośrednim sąsiedztwie wsi znajdują się też trzy udostępnione do zwiedzania jaskinie: Jaskinia Nietoperzowa, Jaskinia Wierzchowska Górna i Jaskinia Dziewicza.
Szlaki turystyczne
 – zielony z Wierzchowia przez Kawiory, Dolinę Będkowską, Łazy, rezerwat przyrody Dolina Szklarki;
Szlaki rowerowe;
 – niebieski z Jerzmanowic (obok najwyższego punktu Wyżyny Olkuskiej Grodzisko) i Jaskini Nietoperzowej przez górną część Doliny Będkowskiej, Łazy, Dolinę Szklarki do Przegini.

## Infrastruktura
Rozbudowana baza noclegowa: całoroczne schronisko PTSM, prywatne schroniska turystyczne. W Łazach znajduje się stadion piłkarski z krytą trybuną, na którym rozgrywa mecze Płomień Jerzmanowice.